# Agroeca mongolica
Agroeca mongolica är en spindelart som beskrevs av Schenkel 1936. Agroeca mongolica ingår i släktet Agroeca och familjen månspindlar. Inga underarter finns listade i Catalogue of Life.